# Distrito de Arlesheim
Arlesheim é um distrito da Suíça, localizado no cantão de Basileia-Campo. Tem 96,24 km² de área e sua população em 2019 foi estimada em 157.253 habitantes. Sua sede é a comuna de Arlesheim.

## Comunas
Arlesheim está composto por um total de 15 comunas:
| Comuna       | População (31 de dezembro de 2019) | Área, km² |
| ------------ | ---------------------------------- | --------- |
| Aesch        | 10.440                             | 7.39      |
| Allschwil    | 21.248                             | 8.92      |
| Arlesheim    | 9.130                              | 6.94      |
| Biel-Benken  | 3.509                              | 4.12      |
| Binningen    | 15.869                             | 4.43      |
| Birsfelden   | 10.510                             | 2.52      |
| Bottmingen   | 6.870                              | 2.99      |
| Ettingen     | 5.370                              | 6.35      |
| Münchenstein | 12.134                             | 7.18      |
| Muttenz      | 18.006                             | 16.64     |
| Oberwil      | 11.200                             | 7.88      |
| Pfeffingen   | 2.374                              | 4.89      |
| Reinach      | 19.219                             | 7.00      |
| Schönenbuch  | 1.417                              | 1.36      |
| Therwil      | 9.957                              | 7.63      |
| Total        | 157.253                            | 96.24     |